# Felicia's Journey
Felicia's Journey is een Canadees-Britse thriller uit 1999 onder regie van Atom Egoyan.

## Verhaal
Ierland. Felicia is een naïef tienermeisje dat ongewenst zwanger werd en vervolgens verlaten werd door haar geliefde. Bovendien wil haar familie niets meer met haar te maken hebben. Ten einde raad en alleen op de wereld, onderneemt ze een reis naar Birmingham om daar haar vriend te zoeken en om zijn verantwoordelijkheid als vader op te eisen.
Haar zoektocht loopt niet van een leien dakje maar ze vindt hulp, steun en troost bij de oudere en goedaardige man Hilditch. Wat Felicia niet weet, is dat achter het vriendelijke voorkomen van Hilditch een seriemoordenaar schuilt die het juiste moment afwacht om toe te slaan.

## Rolverdeling
| Acteur           | Personage         |
| ---------------- | ----------------- |
| Bob Hoskins      | Hilditch          |
| Arsinée Khanjian | Gala              |
| Elaine Cassidy   | Felicia           |
| Sheila Reid      | Iris              |
| Nizwar Karanj    | Sidney            |
| Peter McDonald   | Johnny            |
| Gerard McSorley  | Vader van Felicia |